# Așdod
Așdod (Ashdod, în ebraică אשדוד) este un port în sudul coastei mediteraneene a Israelului, la 60 km vest pe linie dreaptă de Ierusalim.  După numărul de locuitori,este al șaptelea oraș mare din Israel. În 2024 numărul estimat al locuitorilor este de 222.017.
Ashdod este unul din cele trei mari porturi comerciale ale  Israelului (alături de porturile Haifa și Eilat).
De la înființarea sa, Ashdod este un oraș care s-a dezvoltat în paralel cu integrarea unor mari mase de imigranți evrei, mai ales din Africa de nord, din Georgia, și din alte republici ale fostei Uniuni Sovietice. Specifică Ashdodului a fost planificarea urbană timpurie, care a facilitat mult dezvoltarea orașului.

## Istorie

### Ashdodul antic
Începuturile Ashdodului istoric - aflat în colina Tel Ashdod - pot fi urmărite în timp până în secolul al XIV-lea î.Hr.
Așezarea antică cu situl arheologic se află la circa 6 km sud-est de actualul oraș,
Ea a fost populată prima dată in Epoca Paleolitică, pe parcursul întregii Epoci a Pietrei forfotind de activități omenești.
Ashdod este menționat încă în secolul al XVII-lea î.Hr ca o cetate canaaneană fortificată.
El apare deja în niște scrisori din Tăblițele de la Tell al Amarna. Arheologul Juan-Pablo Vita presupune pe baza unor studii paleografice că aceste scrisori ar fi fost redactate de un scrib din Ghezer, care ar fi lucrat în slujba regilor orașelor unite Ginti-kirmi și Gat. Alți cercetători sunt de părere că tonul scrisorilor nu este cel obișnuit la Gezer.
Ashdod a devenit ulterior unul din cele cinci orașe filistene cele mai însemnate menționate în Biblie - Vechiul Testament, mai precis în Cartea lui Iosua, 13.3, parte din așa numitul Pentapolis filistean.  Filistenii s-au așezat aici prin secolul al XII-lea î.Hr. 
Ashdod este pomenit în Biblie de 14 ori, de asemenea este menționat în documente din Ugarit.
În cartea Iosua se amintește că mai sălășluiau acolo și Anakiți.
La împărțirea tradițională a Canaanului între triburile israelite, din vremea lui Iosua, Ashdodul a făcut parte din moștenirea tribului israelit Iuda (Yehuda), în schimb nu se amintește niciunde cucerirea orașului de către israeliți.
După povestirea biblică, relatată în cartea lui Samuil  I, 5,1, filistenii, care i-au învins pe israeliți în bătălia de la Eben Ezer au capturat din mâinile lor Chivotul Legământului  și l-au transferat la un moment dat de la Ashkelon la Templul zeului lor Dagon din Ashdod. Aceasta însemna că în acea vreme Ashdod era, poate, principalul oraș-stat filistean.
Pe la mijlocul secolului al X-lea î.Hr. cetatea s-a prefăcut în ruine.
Cercetătorii presupun că a fost distrusă în timpul campaniei faraonului Siamun în Canaan. A fost distrus și portul ei, aflat pe atunci, probabil, la Tel Mor. Mai târziu, portul s-a mutat la Ashdod Yam-ul de astăzi. La finele secolului orașul s-a refăcut și a cunoscut o nouă colonizare filisteană. Prin anul 770 î.Hr. a fost cucerit de regele Iudeei, Uziahu, ceea ce este relatat în Cartea Cronicilor regilor Iudeei
„Într-o vreme a plecat el de s-a bătut cu Filistenii și a dărâmat zidurile cetății Gat
și zidurile cetății Iabne și zidurile cetății Asdod; și a zidit cetăți în ținutul Asdodului și între Filisteni”
 (Cronici II, 26,5)
Prin anul 712 î.Hr. Ashdodul a fost cucerit de regele Asiriei Sargon al II-lea, care i-a deportat populația în urma unei revolte. Localitatea a fost atunci colonizată cu deportați asirieni, având în frunte un "shut reshi" asirian.
Din secolul al VII-lea î.Hr. Ashdod a fost iarăși un oraș-stat autonom.
Prin 605 î.Hr. orașul a fost cucerit de regele Babilonului, Nabucodonosor al II-lea.
Ajuns, apoi, în 539 î.Hr. sub ocupația persană în secolul al VI-lea î.Hr  orașul s-a distins ca port maritim. Iudeii întorși din exil în vremea lui  Cirus cel Mare au constituit și ei în localitate o mică așezare evreiască. 
A urmat apoi cucerirea de către Alexandru Macedon, iar între 315-312 î.Hr. de către  Ptolemeu I și Antigonos care îl ocupă de mai multe ori, unul din mâinile celuilalt. 
În epoca elenistică orașul s-a numit Azotos (Ἄζωτος), iar apoi în forma latinizată - Azotus. Numele acestea sunt folosite și în Septuaginta, respectiv în Vulgata.
În perioada elenistică Ashdodul a prosperat, până la răscoala Hasmoneilor. 
În 147 î.Hr. a fost cucerit de Ionatan Apphus, mare preot al Ierusalimului și cârmuitor al iudeilor din dinastia Hasmoneilor. El a dărâmat templul lui Dagon.
La începutul dominației romane, Ashdodul a fost cucerit de Gnaeus Pompeius, care l-a desprins de restul regatului hasmonean, i-a izgonit pe locuitorii iudei, și l-a rezidit. 
În anul 32 î.Hr. Octavian August a oferit localitatea în dar regelui Irod cel Mare, iar acesta a dăruit-o mai departe surorii sale, Shlomit (Salomeea).
Localitatea a mai dăinuit ca centru urban până în timpul Imperiului Bizantin. Importanța ei a scăzut în secolul al IV-lea în favoarea portului cunoscut astăzi ca Ashdod Yam, aflat la nord vest de ea.

### Ashdod Yam
Ashdod Yam este un sit arheologic  aflat pe coasta de sud a orașului actual Ashdod. Relicve arheologice arată că Ashdod Yam a fost intemeiat încă în Epoca Fierului. Denumirea Ashdod Yam apare pentru întâia dată pe o tăbliță de lut scrisă în semne cuneiforme de către regele Asiriei, Sargon al II-lea prin anul 722 î.Hr, în care monarhul relatează că în cursul campaniei sale contra Samariei a asediat orașele filistene Ashdod (Tel Ashdod de astăzi) și Gat, și de asemenea orașul Ashdod Yam.  Din acel an și până în epoca bizantină nu se știe nimic despre Ashdod Yam. 
În secolul al IV-lea cetatea a devenit un centru comercial mai însemnat cunoscut ca Azotos Paraliou, adică „Ashdod de pe litoral”. 
Pe Harta de la Madaba apare o schiță a localității, înfățișată cu un dig și cu chei, cu trepte care duc spre case, între ele observându-se și fântâni, biserici și alte clădiri publice. În acea vreme Ashdod Yam depășea cu mult ca mărime Ashdodul original, care decăzuse. S-au găsit ruine din această perioadă la 2 km de actualul sit, dar încă nu au fost excavate. 

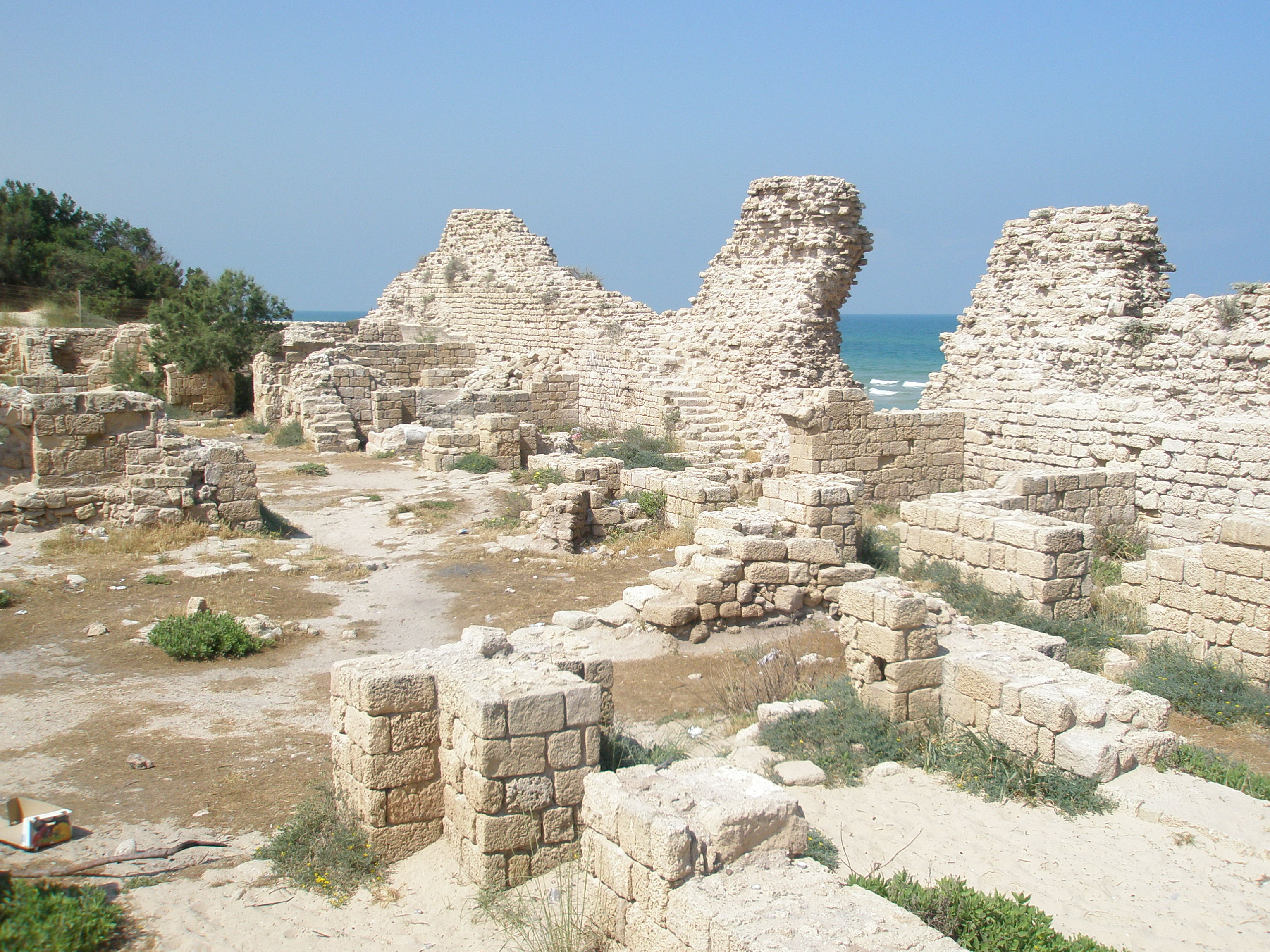
Cetățuia Ashdod Yam (Azotos Paraliou, Minat al Kalaa sau Castel Beroart)

Ashdod Yam era inițial componenta portuară a Ashdodului, așa cum și orasul Yavne era conectat cu partea sa portuară Yavne Yam.
În secolul al VII-lea peste ruinele orașului bizantin arabii au ridicat cetățuia Kalaat Al-Mina, adică „Cetățuia portului”. Ulterior a fost cunoscută de localnici mai mult ca „Minat al Kalaa”. Ea era menită să apere localitatea de atacuri navale bizantine.
În 1033 cetățuia a fost dărâmată de un cutremur de pământ.
În 1099 cetățuia a fost refacută și repopulată de cruciați din Regatul Ierusalimului, fondat în urma primei cruciade. Numele ce i s-a dat de către cruciați a fost Castel Beroart. Ea a fost abandonată definitiv în 1260 și ruinele sale au rezistat până în zilele noastre.

### Așezarea arabă - Isdud

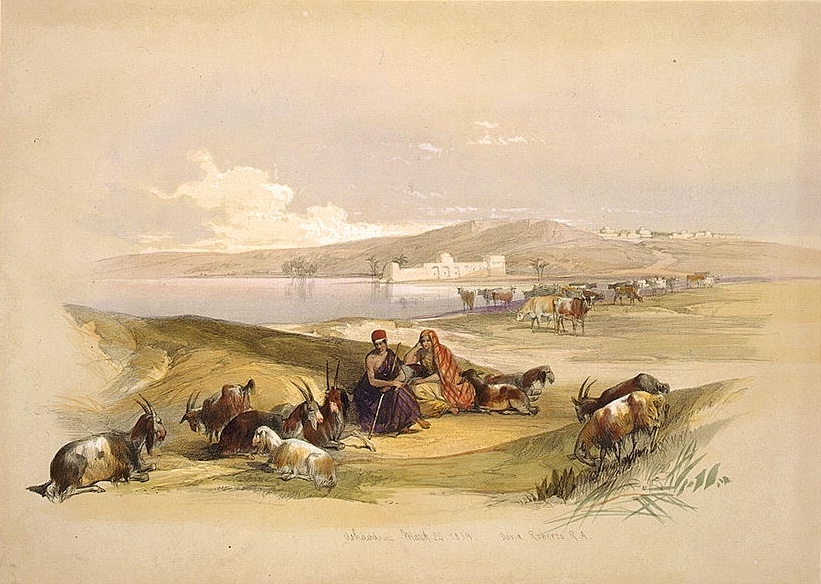
Ashdodul antic -Păstori arabi lângă satul Isdud, în 1839, litografie de David Roberts

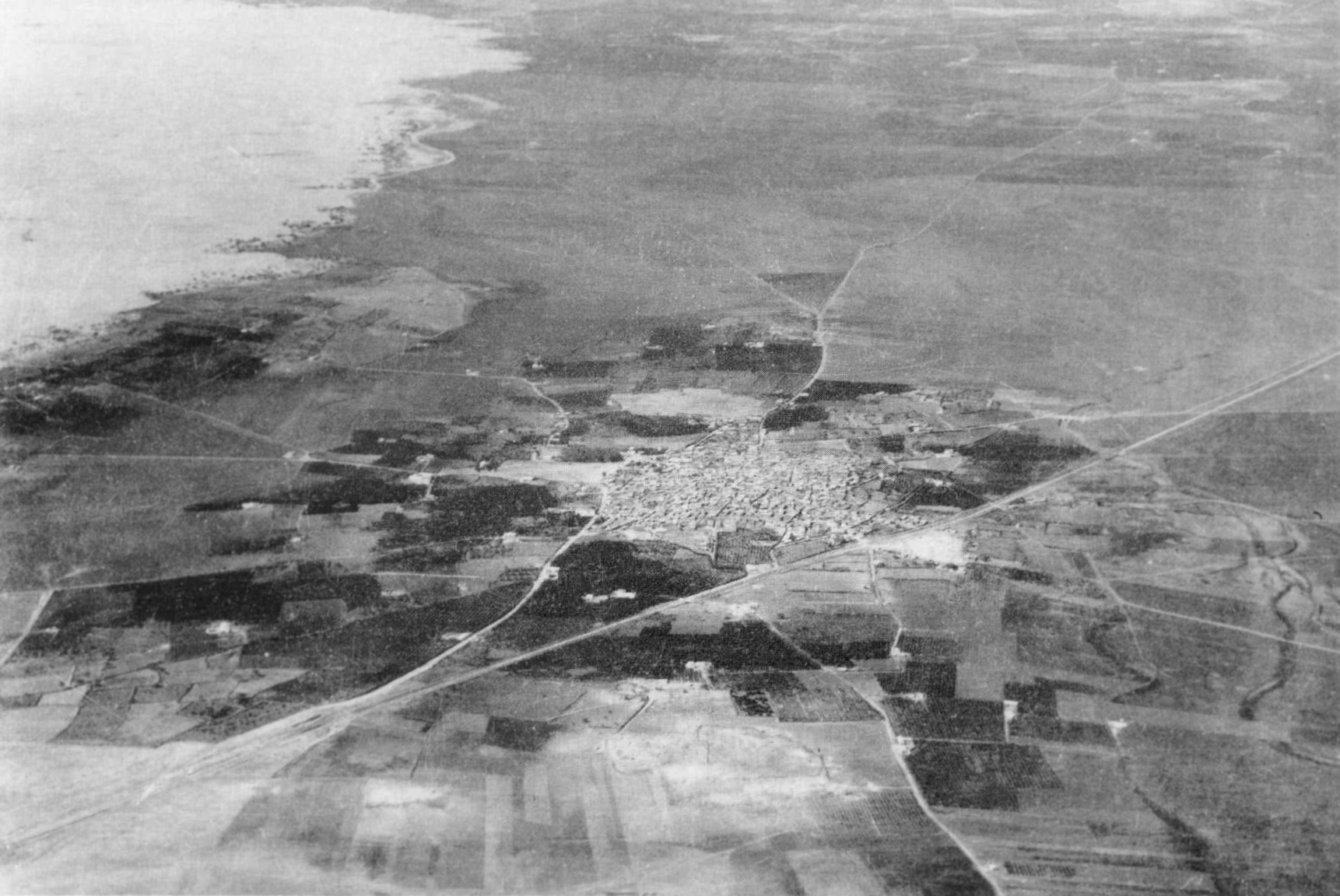
Isdud - vedere aeriană prin 1935

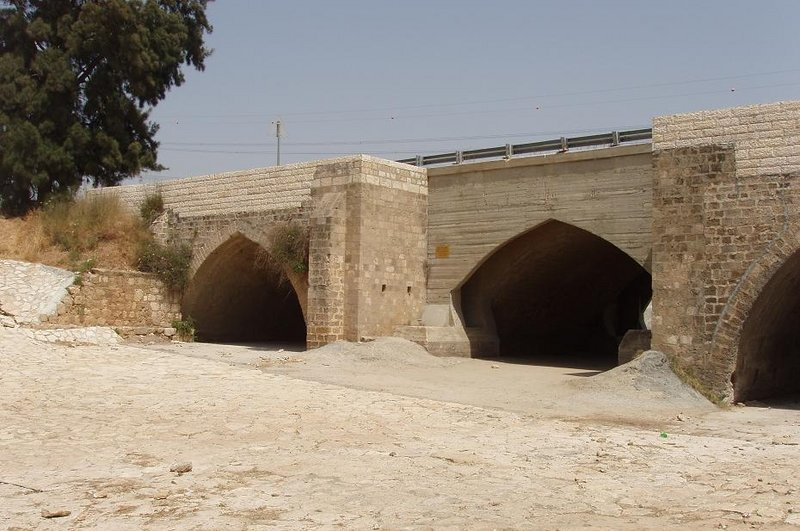
Podul Ad Halom la Ashdod

După înfrângerea bizantinilor și cucerirea Palestinei de către arabi la mijlocul secolului al VII-lea, în preajma fostului oraș antic Ashdod (Tel Ashdod) s-a fondat un sat arab - Isdud, care a aparținut din punct de vedere administrativ de districtul Ghaza. 
În 1596 satul număra 413 locuitori. Poziția sa pe drumul spre mare i-a crescut importanța în timpul dominației otomane. El a devenit cu timpul un orășel posedând un han pentru călători. Micul port din apropiere le-a slujit britanicilor în Primul Război Mondial in campania lor împotriva turcilor.  Prin acest port britanicii au adus numeroși lucrători din Egipt. În cursul dominației britanice în Palestina populația localității a ajuns la 5000 de locuitori. Ei lucrau în agricultură și în comerț. Isdud servea drept centru urban pentru satele din jur.
La 15 mai 1948 la încheierea mandatului britanic în Palestina, odată cu proclamarea  a Statului Israel pe o parte din teritoriul Palestinei mandatare, trupe egiptene au invadat noul stat, unul din primele lor obiective fiind ocuparea pozițiilor israeliene din regiunea Isdud. La 22 mai acestea au căzut în mâinile regimentului 6 al corpului expediționar egiptean, care a pătruns până la podul numit astăzi în ebraică „Ad Halom” („Până aici”).
Din acest punct încolo, Isdud s-a aflat pe linia frontului dintre forțele egiptene și cele israeliene. Armata israeliană, nou creată, a primit ordinul de a recuceri Al Majdal (Ashkelon), Yibna (Yavne) și Isdud.
„Cu toții suntem istoviți. Egiptenii se află în acest moment la Ashdod iar mâine, dacă nu-i oprim, se vor îndrepta spre Tel Aviv. În ciuda ostenelii, și pentru familiile noastre, vom porni și în această noapte”
(Instrucțiunile lui Arie Kotzer, comandant al unui batalion din Brigada Ghivati în noaptea 2 spre 3 iunie 1948).
La 3 , la 9 și la 10 iunie  Isdud a fost atacat de către armata israeliană în trei valuri principale. După ultimul atac, a intrat în vigoare primul armistițiu, în cursul căruia ofițerul Gamal Abdel Nasser a fost postat la Isdud pentru a urmări activitatea militară a israelienilor în zonă. Între cele două armistiții israelienii au atacat intrarea în localitate, iar unitatea „Shualey Shimshon” (Vulpile lui Samson) a încercat să recucerească pozițiile pe care le-au ocupat egiptenii.
După al doilea armistițiu, în Operațiunea Yoav,  israelienii au încercuit orășelul și la 18 octombrie l-au bombardat din aer și de pe mare. Trupele egiptene s-au retras spre sud în lungul coastei, însoțiți de marea majoritate a locuitorilor. La 28 octombrie 1948 soldații israelieni au intrat în Isdud. În orășel mai rămăseseră 300 locuitori, ridicând steaguri albe. Aceștia au fost, în cele din urmă, expulzați pe urmele restului locuitorilor care s-au refugiat în Fâșia Gaza.

### Ashdod - orașul israelian
În anul 1955 o delegație de geodezi și arhitecți a fost trimisă de autoritățile israeliene în zona unde avusese loc lupta de la Sukrir pentru a găsi un loc optim pentru o nouă termocentrală în sudul Israelului. În ciuda dificultăților, prima termocentrală Ashdod A a început să funcționeze în 1958 cu două unități de 50 MW, la care până în 1963 s-a adăugat încă una de 50 MW, care a fost numită Eshkol A. Personalul centralei electrice locuia în așezările din jur, apoi la începutul anilor 1960 s-a întemeiat pentru el și familii Blocul muncitorilor Companiei de electricitate (azi in cartierul Alef din Ashdod)
La 1 mai 1956 ministrul de finanțe Levi Eshkol (1895-1969) a aprobat planul de întemeiere a orașului modern Ashdod. Antreprenorul Oved Ben Ami (1905-1988), primarul și fondatorul orașului Netanya,  îmboldit de primul ministru David Ben Gurion a creat în acest scop o companie, Grupul Boney Arim  („Constructori de orașe”) Ltd, având suportul financiar al tycoonului evreu american Philip Klutznick (1907-1999), președintele organizației Bney Brith din S.U.A 
În acea perioadă Israelul avea nevoie de pământuri agricole, și nu era acceptată eliberarea unora din ele pentru proiecte urbane. Din acest motiv, pentru înființarea Ashdodului s-a decis să fie folosite terenuri nisipoase de pe litoralul Mediteranei din apropierea sitului biblic cu acelaș nume.
La 25 noiembrie 1956 au sosit la Ashdod primii locuitori, 22 familii de noi imigranți evrei din Maroc. La începutul anului 1957, li s-au alăturat grupe de imigranți evrei (olim) din Egipt și România. Noua așezare, denumită „Ashdod Yam” a numărat la începutul anului 1957 370 persoane.  
În iulie 1957 compania Ashdod a primit drepturile pentru fondarea orasului Ashdod, la 32 km sud de Tel Aviv (în linie aeriană), pe o arie de 4000 hectare. Inițial, orașul nou înființat avea o suprafață mai mică decât cea prevazută. În 1968 i s-au adăugat  încă 600 hectare pe socoteala consiliului regional Hevel Yavne. 
În iulie 1960 ministerul de interne a numit un prim consiliu local al orașului sub conducerea lui Dov Gur.
În anul 1963 a fost inaugurat tribunalul local de pace. În ianuarie 1965 s-a semnat un acord intre Compania Ashdod și Casa de asigurari medicale Kupat Holim Klalit în vederea construirii unui spital de 500 de paturi pe un teren de 2500 hectare. Proiectul a rămas pe hârtie. La 14 februarie 1968 Ashdod a primit statutul de oraș. În aceeași lună s-a inaugurat podul peste pârâul Lakhish, care leagă orașul de port. Un timp acest pod a fost cel mai lung din Israel. Tot în 1968 s-a înființat școala profesională navală ORT, astăzi denumit „Școala tehnică de ofițeri maritimi”

### Anii 1970-1980
De la începutul anilor 1970, odată cu lărgirea orașului,  s-au creat cartiere concepute ca unități separate, cuprinzând fiecare un centru comercial, un cămin cultural („matnás”), un liceu, școli elementare, grădini publice, policlinici de sănătatea familiei și servicii medicale. Cartierele din estul orașului au fost prevăzute și cu ștranduri de înot municipale. Marile valuri de emigrație din Georgia și alte țări, iar mai târziu, din restul Uniunii Sovietice aflate în curs de destrămare, au dus la transformarea localității din „așezare de dezvoltare” într-un oraș industrial a cărui populație a crescut cu repeziciune.
În anul 1969 în cartierul Ghimel (G=3) a luat ființă ieșiva Grodna, iar in jurul ei un mare cartier cu locuitori evrei ultraortodocși, numit Kiriat Ponevezh. În 1970 s-a instalat în acest cartier țadikul hasidimilor Pittsburg, însoțit de credincioșii săi veniți din Statele Unite. Acesta a fost nucleul viitor al unor noi cartiere evreiești ultrareligioase. În anul 1972 orașul a fost dotat cu primele semafoare și cu o stație de salvare Maghen David Adom. În vara acelui an a sosit în oraș un mare val de imigranți evrei din Georgia,. aduși cu o caravană lungă de autocare și primiți apoi cu muzică și dansuri. 
Ulterior toti locuitorii obisnuiți cu un mod de viață laic s-au transferat în cartiere noi ce le-au fost destinate - Dalet (D=4), Hey (H=5), Het (Kh=8) și Yud Alef (=11).
În 1974 s-a inaugurat șoseaua rapidă spre Tel Aviv care a scurtat simțitor durata călătoriei până în centrul țării. În 1982 s-a deschis și primul muzeu din oraș.
În anul 1984 a avut loc primul atentat terorist din istoria orașului, când o grenadă de mână a explodat în autobusul de pe linia 9, care se afla în drum spre târgul de pe litoral. În atentat au fost uciși doi dintre locuitorii orașului și opt au fost răniți. Grenada fusese plasată în sacoșa unuia din pasageri. Mulți locuitori au fost cuprinși de temeri din cauza faptului că în acea vreme lucrau in oraș mai multe mii de lucrători arabi veniți de pe teritoriile palestiniene controlate de Israel.

### Anii 1990
Din anul 1990 dezvoltarea orașului a cunoscut o accelerare deosebită, mai ales in direcțiile sud și est,  spre Podul Ad Halom, in zona care era până atunci virană, populația crescând datorită marii imigrații din fosta URSS.
Noii veniți s-au stabilit mai ales în cartierele Tet (T=9), Yud (I=10), și Ghimel. În cartierul Kiriá („HaCity”) s-a construit un nou centru de afaceri (Maar), cu oficii guvernamentale, cinema, noul edificiu al primăriei, autogara centrală, palatul sporturilor și cartierul cultural. În 1992 numărul locuitorilor a depășit 100.000. Din anul 1995 rețeaua feroviară israeliană a început și transportul de pasageri spre noua gară a Ashdodului.
Până atunci calea ferată servea doar trenuri de marfă din port.

## Turism
Turismul a fost puțin semnificativ la Ashdod  până în anul 2000, în ciuda litoralului lung de 8 km, resursă asemănătoare cu cea a unor orașe beneficiind de o mare afluență de turiști ca Netanya și Ashkelon. De la începutul secolului al XXI-lea primăria orașului a investit în proiecte turistice, între care o alee pentru pietoni (tayelet) de-a lungul plajei și un lac artificial în zona Marina albastră (Marina kehulá). În anul 2009 s-a inaugurat un prim hotel dintr-o rețea internațională de hoteluri, iar in 2010 este în curs de contrucție hotelul La Costa. În ultimii ani, în timp de vară, orașul este vizitat mai ales de turiști din Franța, mulți dintre ei veniți în vizită la rude. Unii dintre ei au achiziționat locuințe de vară în oraș.

## Galerie

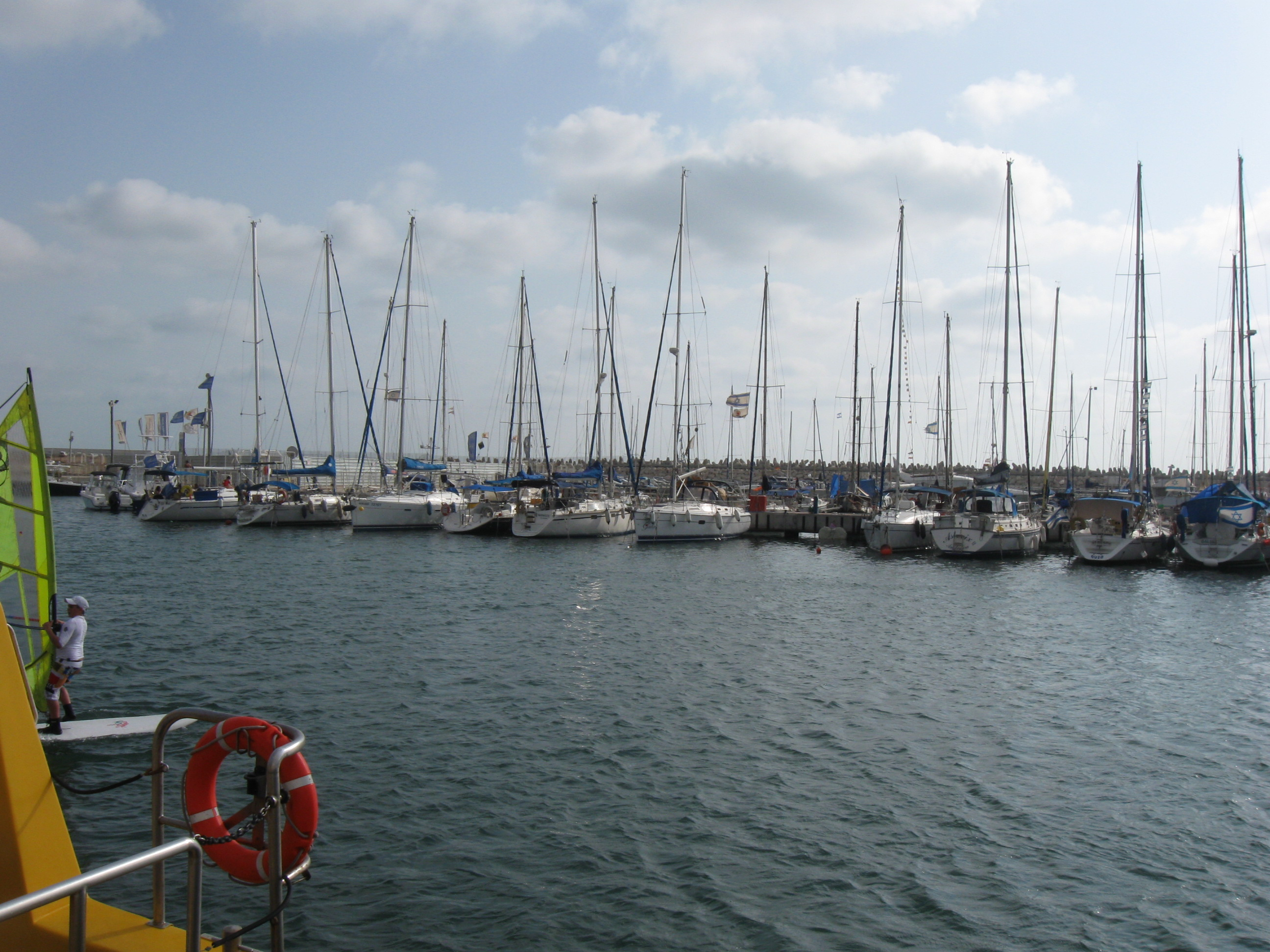
Marina din Ashdod
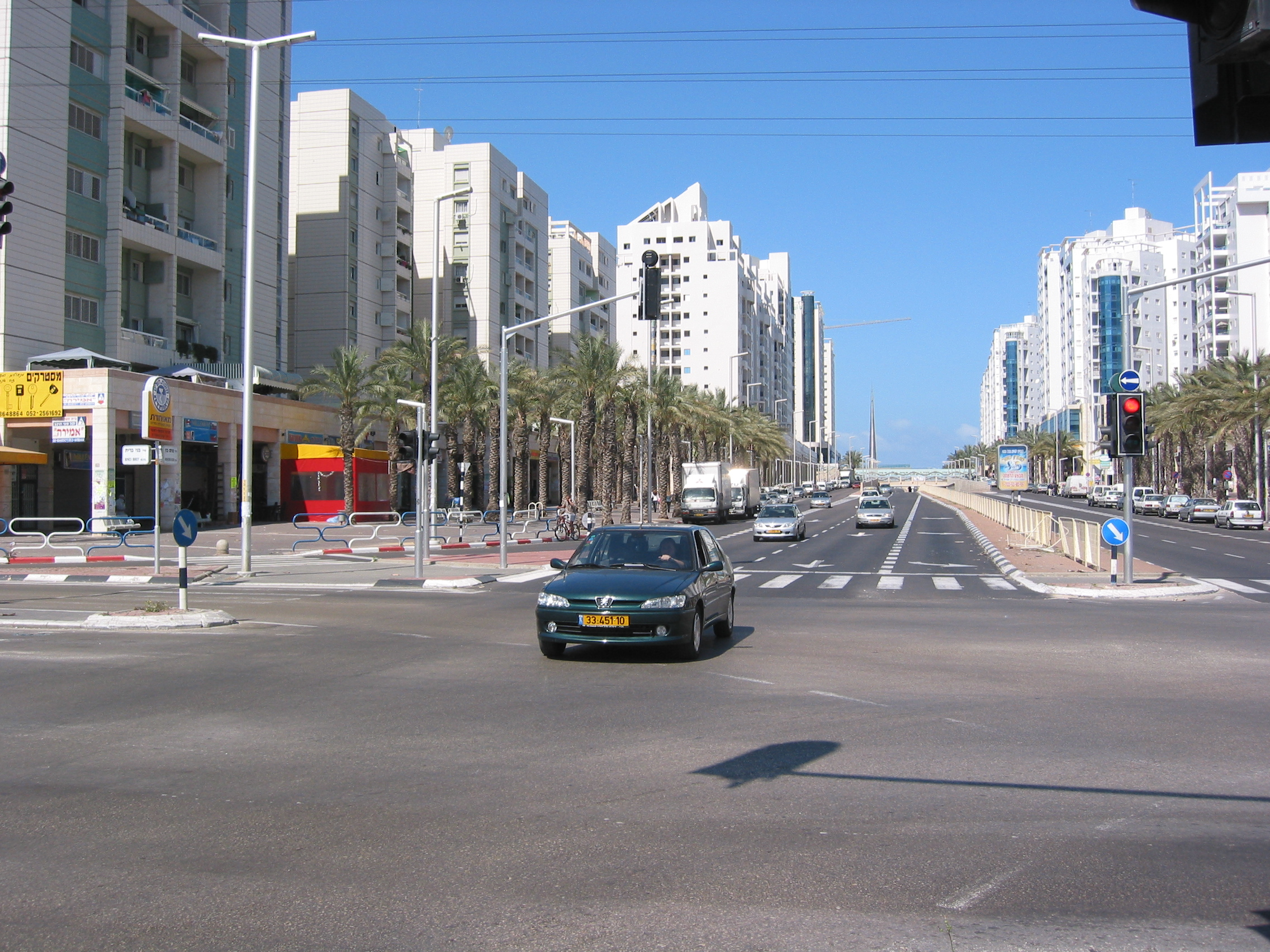
Strada Menahem Beghin din Ashdod
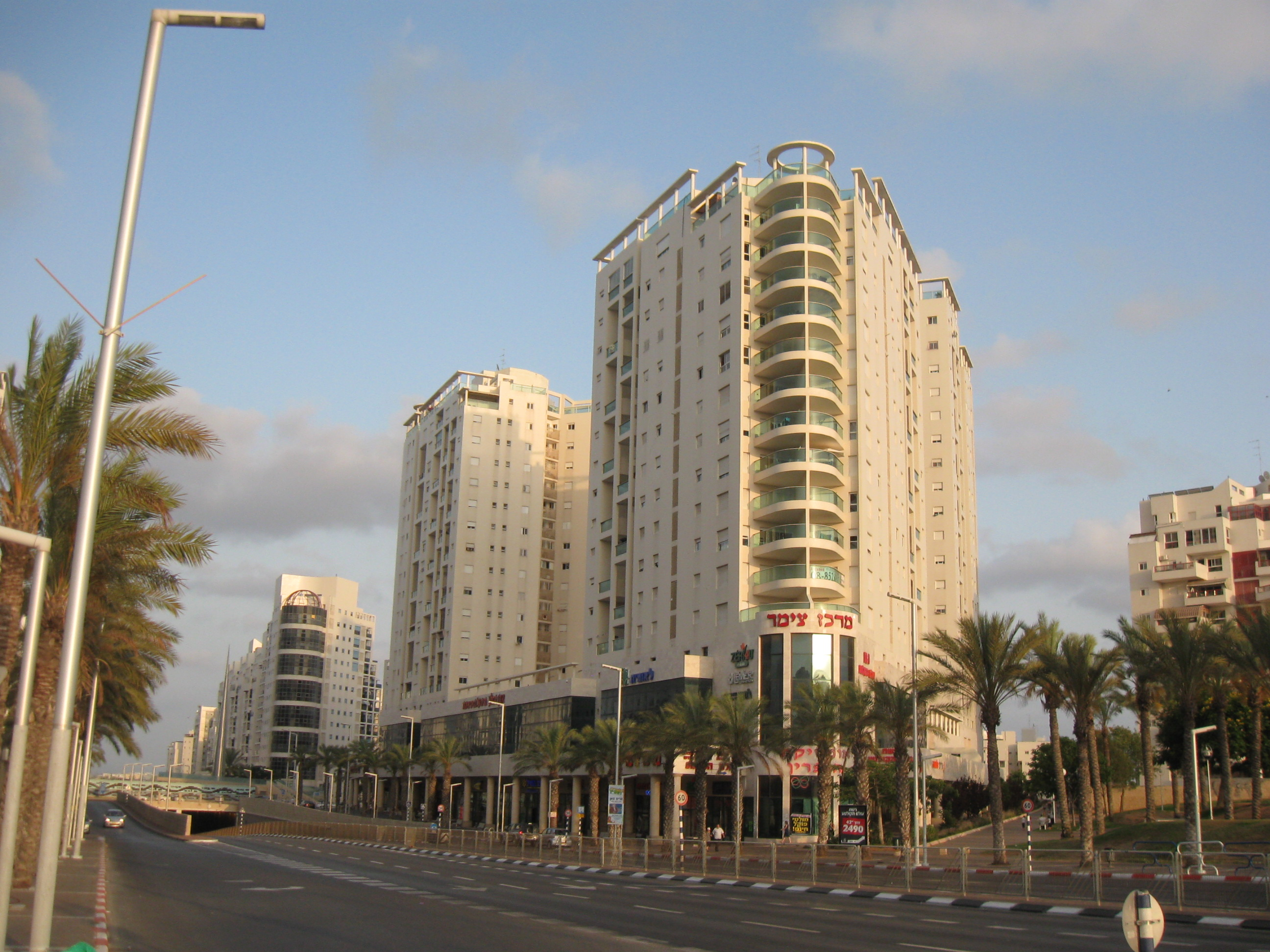
Edificii in centrul oraşului
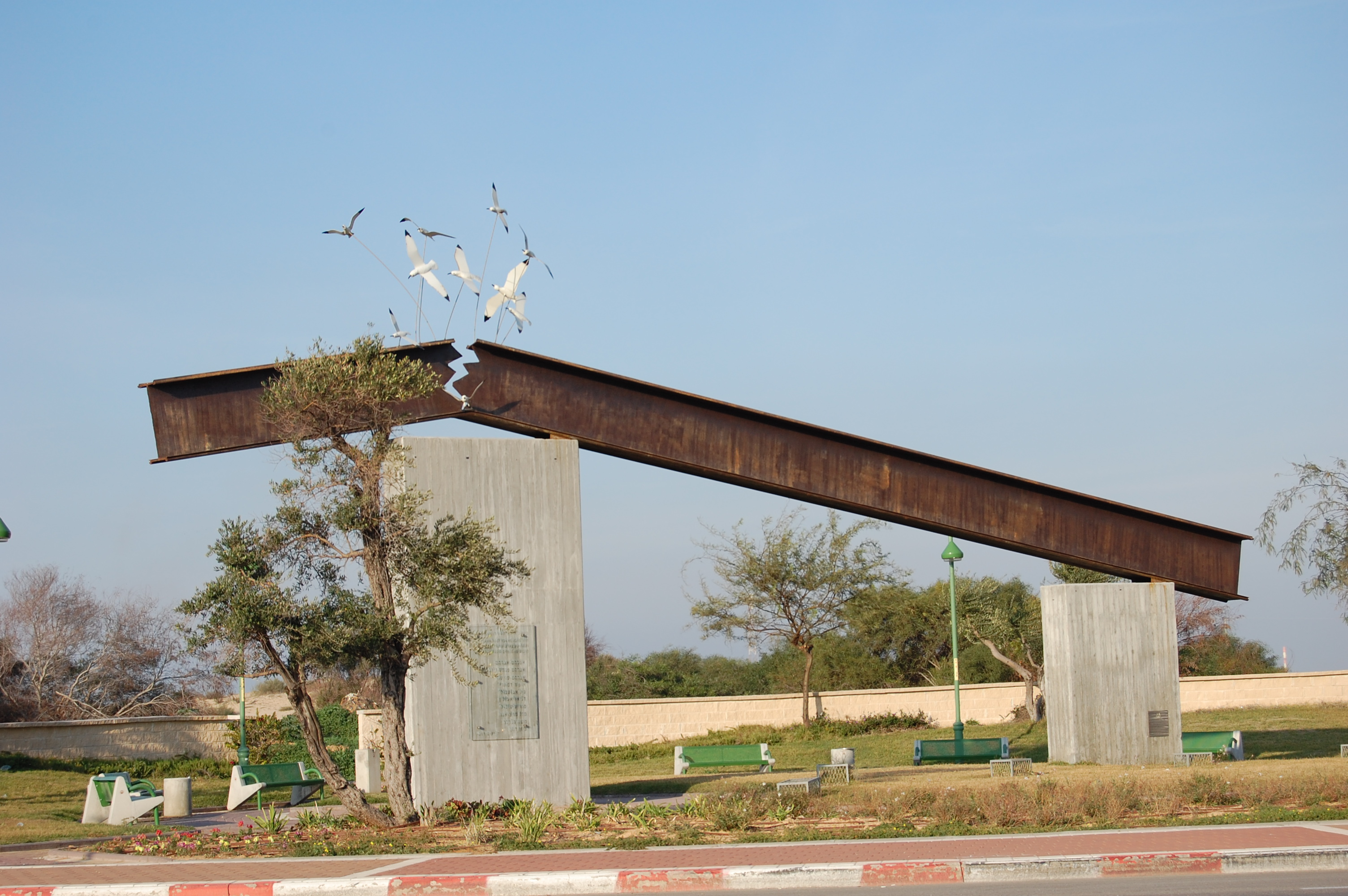
Memorial al victimelor atentatului terorist din portul Ashdod
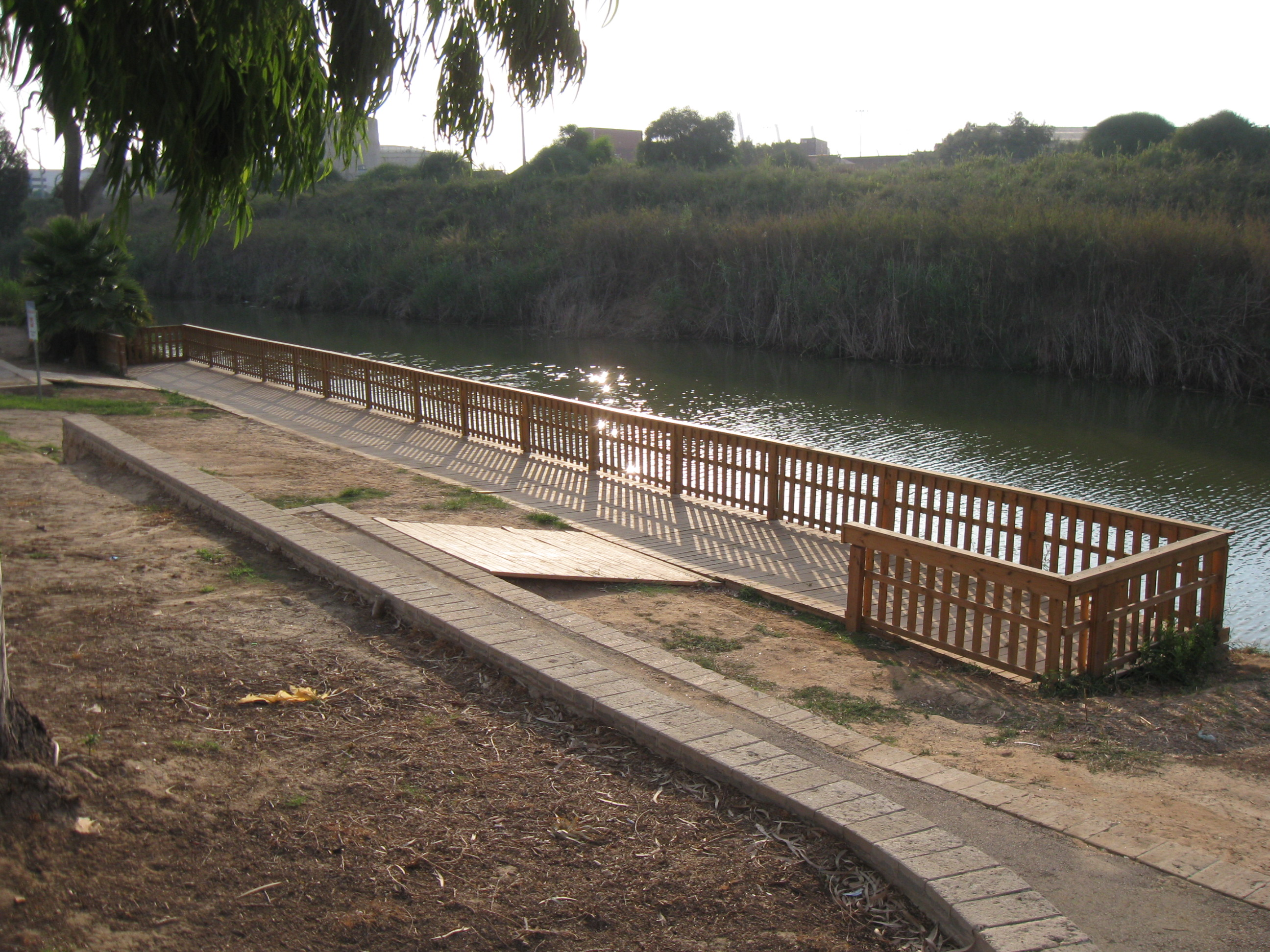
Râul Lahish
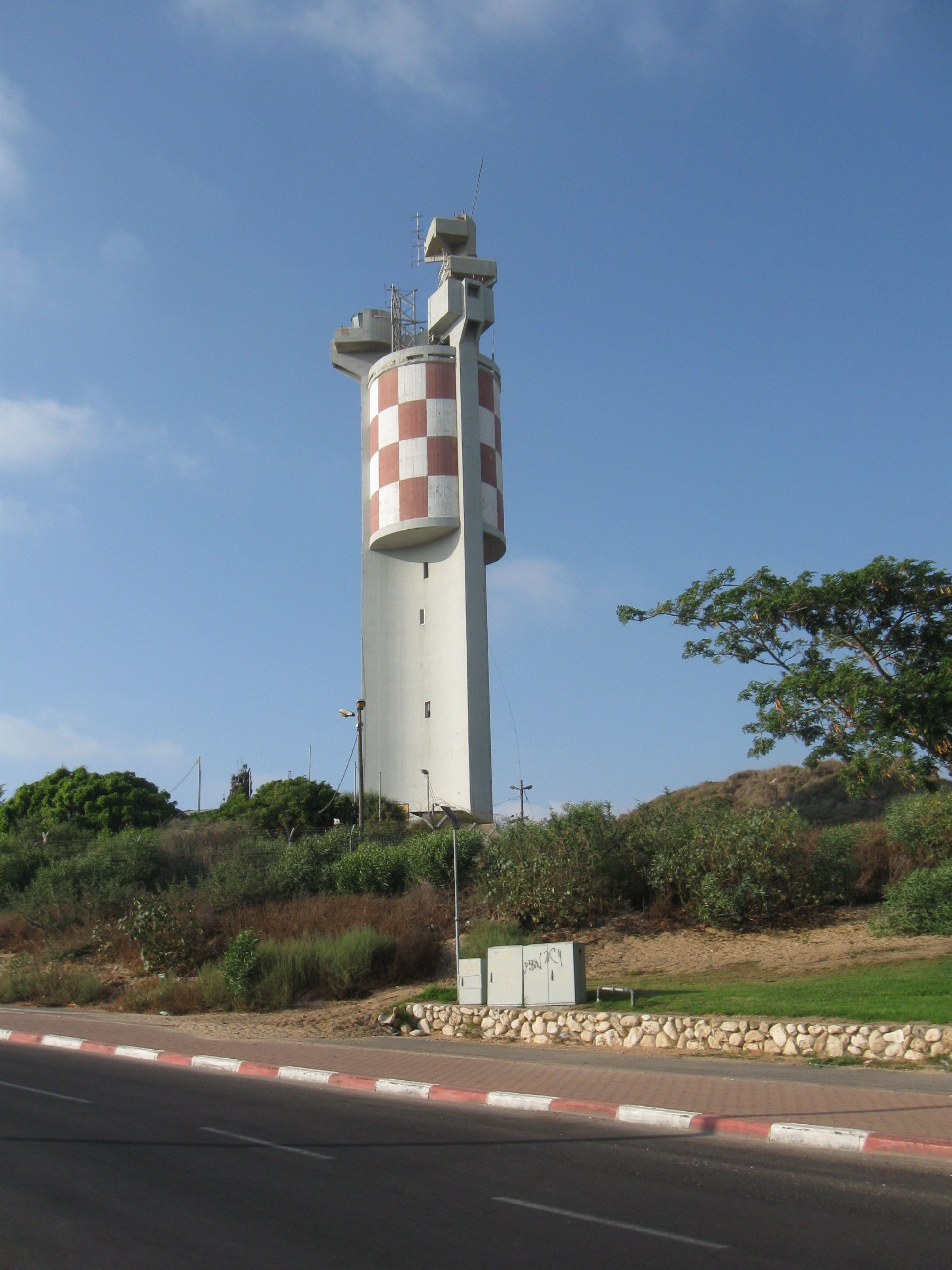
Colina Yona
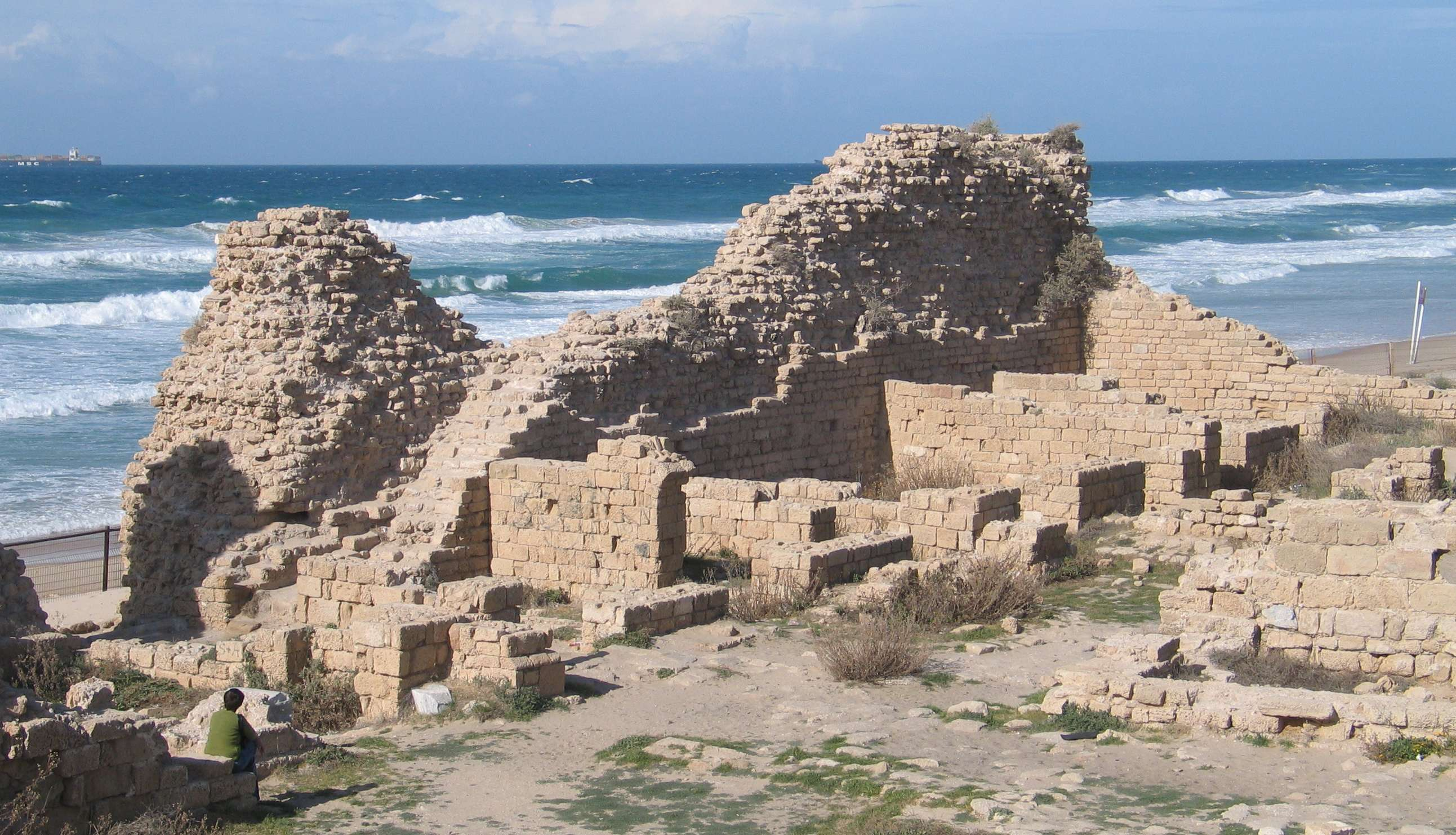
Site arheologic la Așdod - Yam
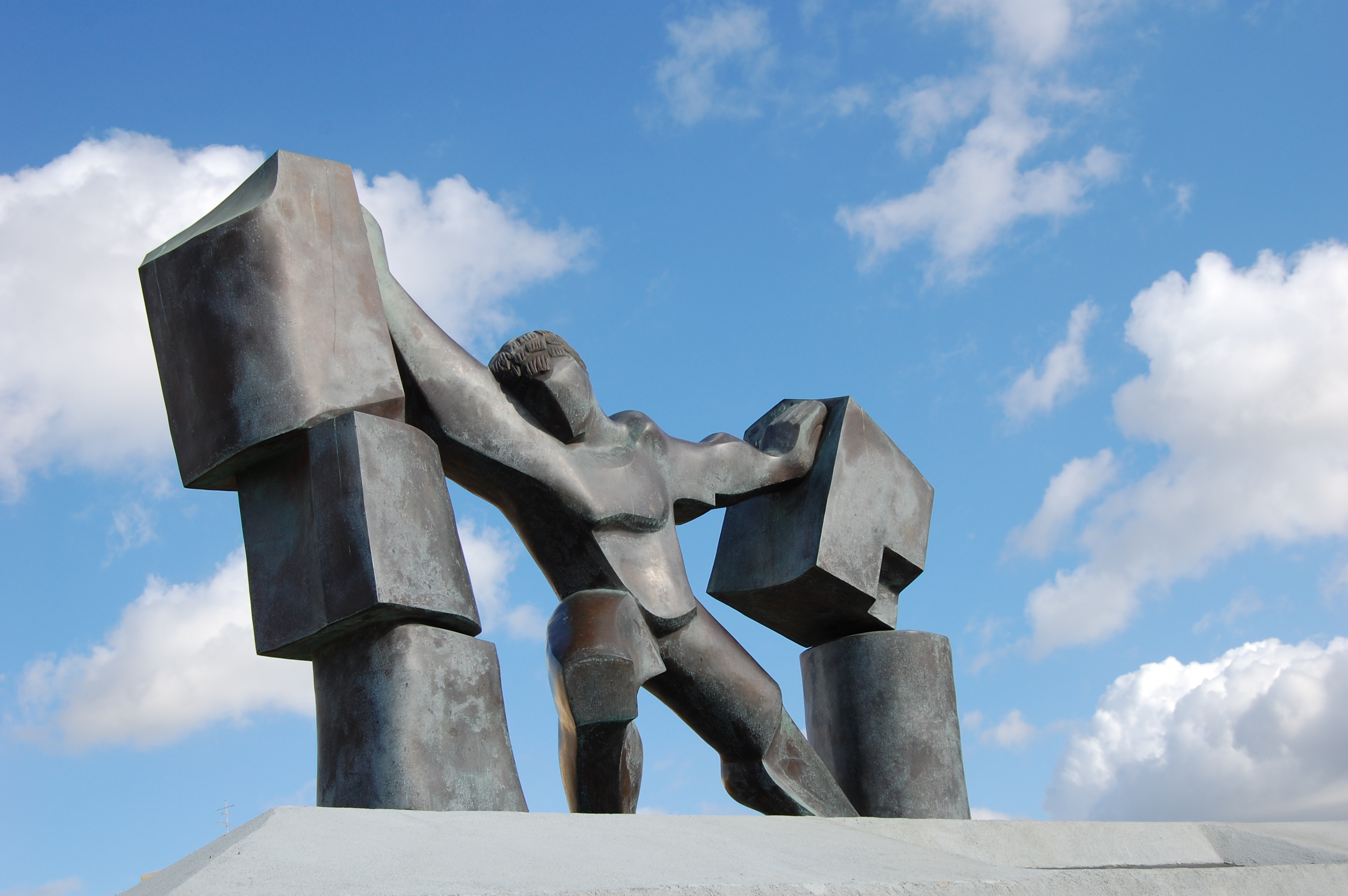
Monumentul lui Samson
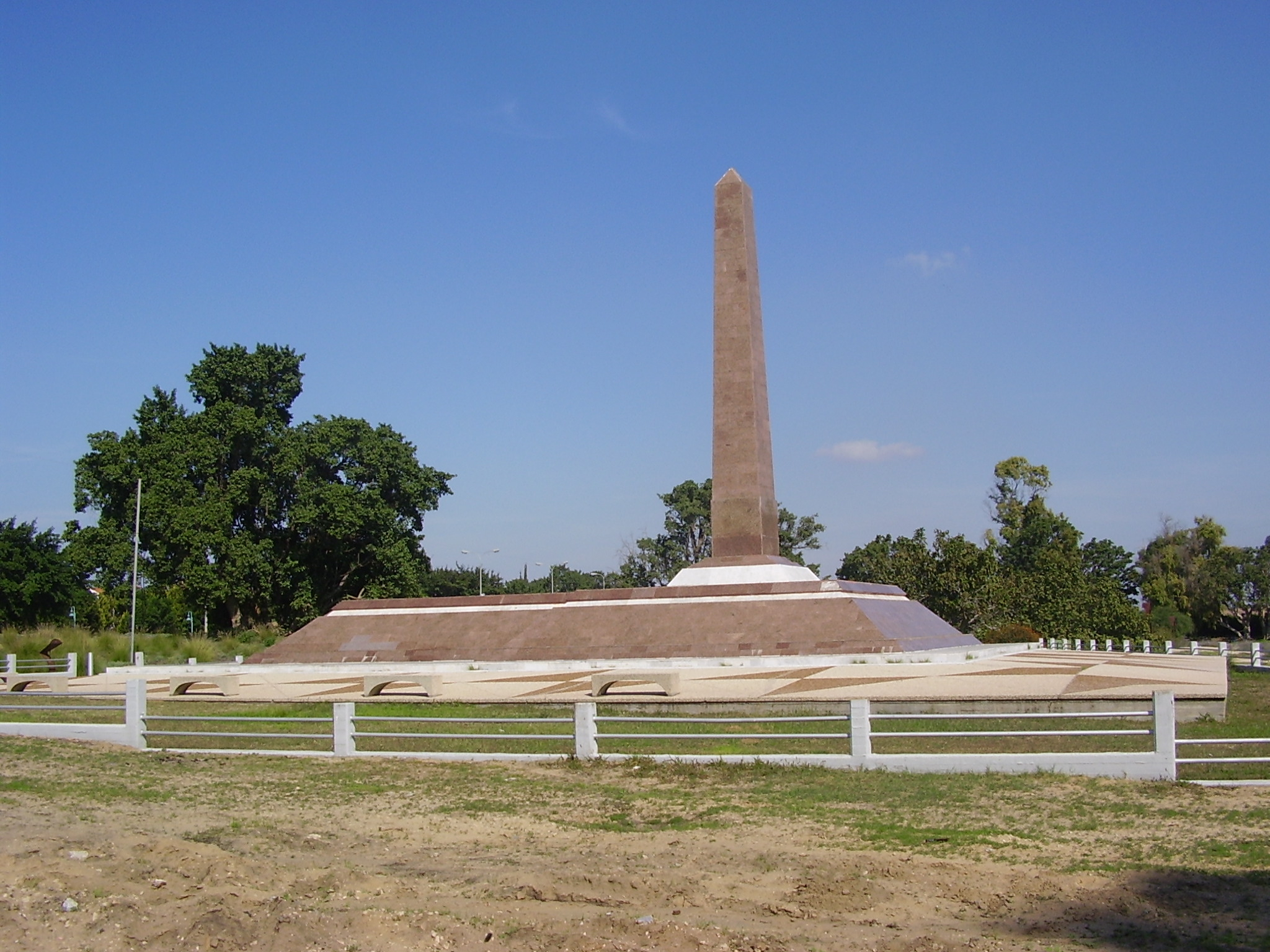
Obelisc în parcul Ad Halom, ridicat în urma acordului de pace, în memoria soldaţilor egipteni căzuţi în războiul din 1948-1949

## Sport
- Echipa de fotbal, FC Ashdod, joacă în prima divizie.
- Echipa de baschet, Maccabi Ashdod BC joacă în prima divizie.
- Echipa de baschet-Femei, Maccabi Bnot Ashdod joacă în prima divizie.

## Orașe înfrățite
- Bordeaux, Franța
- Bahía Blanca, Argentina
- Los Angeles, California, USA
- Wuhan, China
- Spandau, Germania
- Tampa, Florida, USA
- Zaporoje, Ucraina
- Batumi, Georgia
- Brest, Belarus
- Arhanghelsk, Rusia
- Iași, România
- Chișinău, Republica Moldova[2]
- Bahir Dar, Etiopia